# Evangelische Kirche (Merlau)

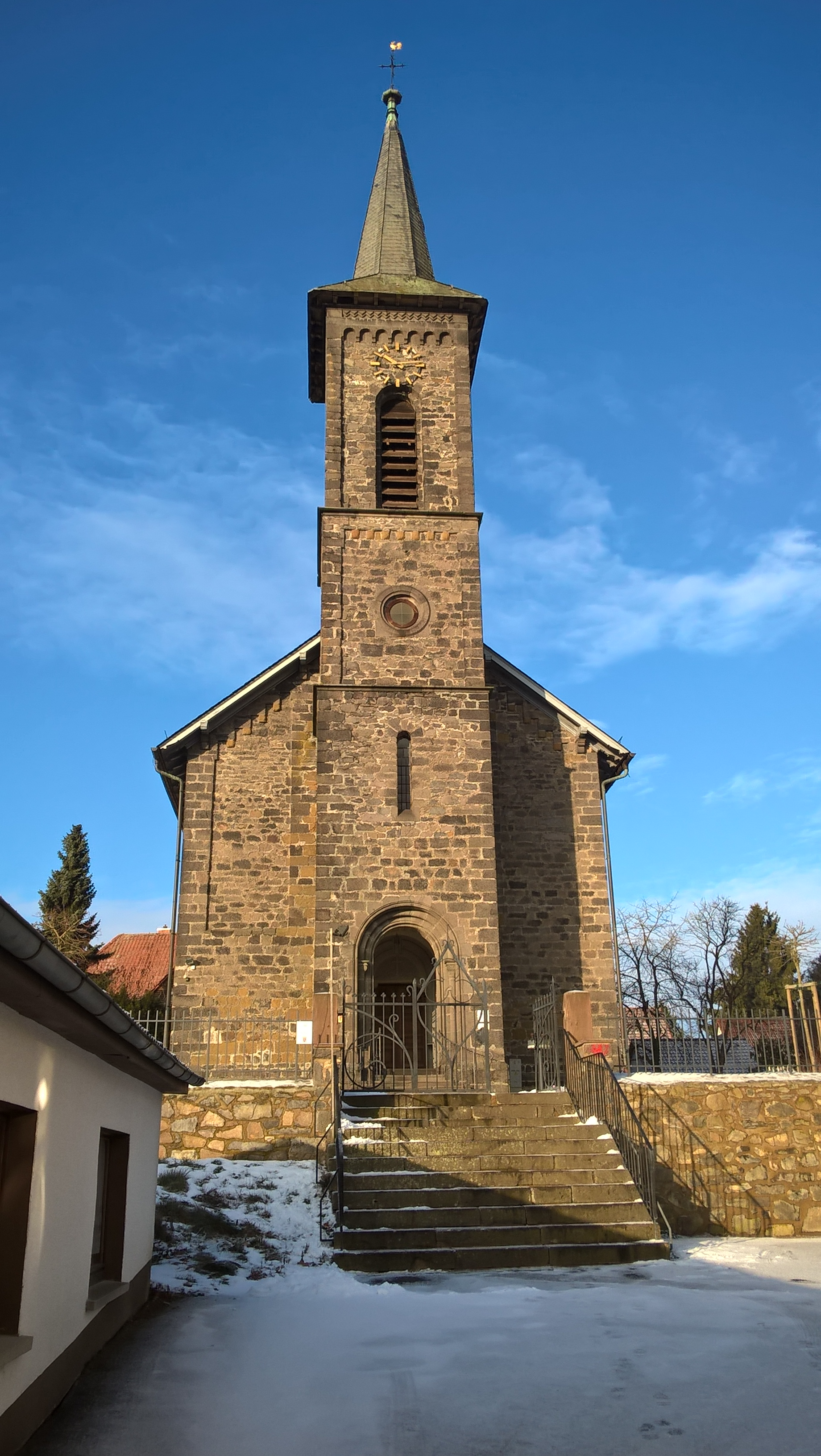
Kirche von Osten

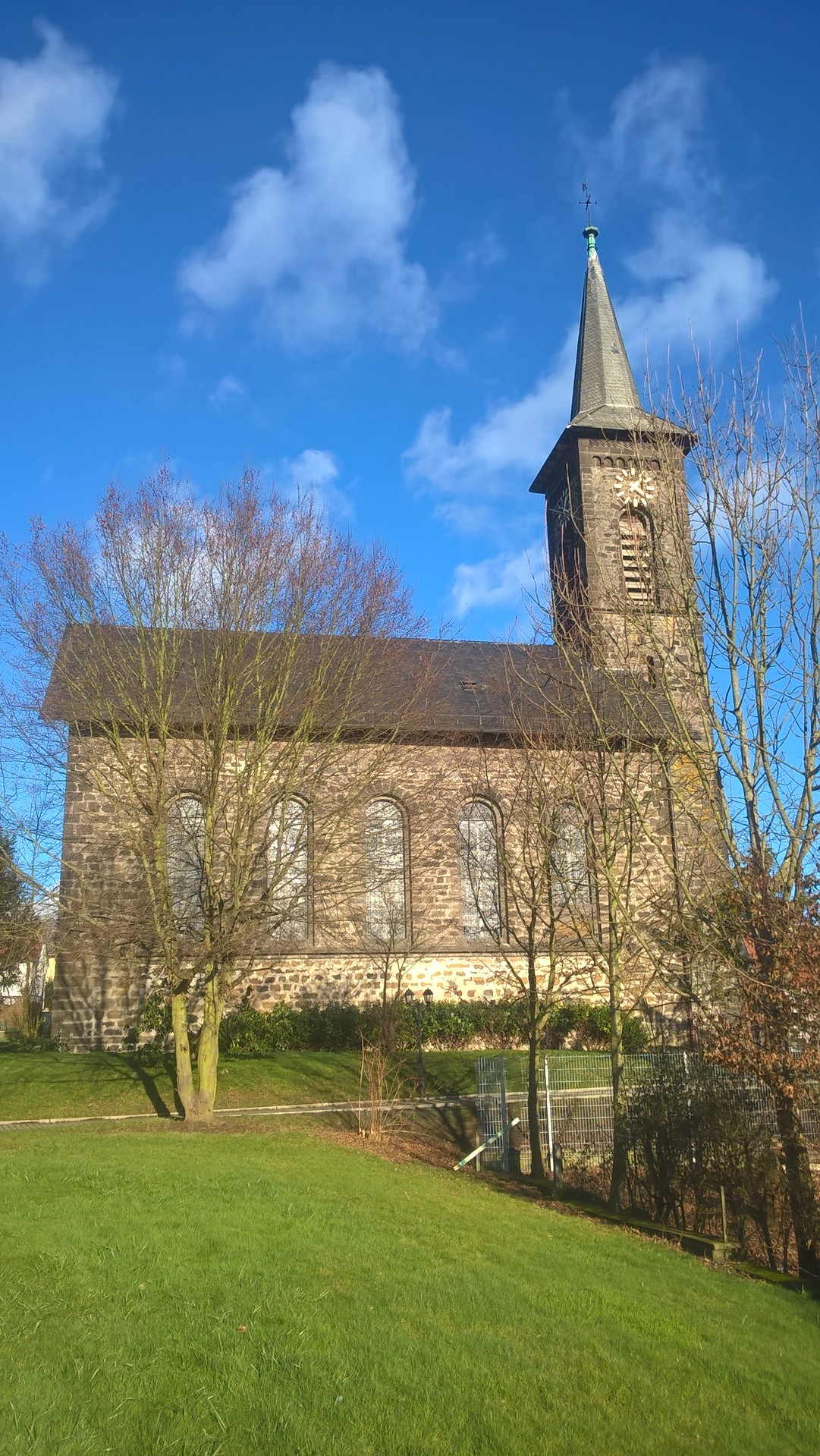
Ansicht von Süden

Die evangelische Kirche ist ein denkmalgeschütztes Kirchengebäude in Merlau, einem Ortsteil von Mücke im Vogelsbergkreis (Hessen). Die Saalkirche wurde von 1853 bis 1857 im Stil des Klassizismus anstelle eines älteren Vorgängerbaus errichtet. Außen weist sie romanisierende und innen gotisierende Formen auf.

## Geschichte
Bereits in vorreformatorischer Zeit diente die Vorgängerkirche als Pfarrkirche. Eingepfarrt waren Kirschgarten und Weickartshain. Daneben gab es noch die Schlosskirche der Burg Merlau. Merlau unterstand dem Sendbezirk in Nieder-Ohmen, bildete 1577 aber ein eigenes Gericht. Kirchlich war es im Archidiakonat St. Stephan der Erzdiözese Mainz zugeordnet.
Mit Einführung der Reformation wechselte die Kirchengemeinde zum evangelischen Bekenntnis, vermutlich unter Johannes Mengel, der ab 1526 Pfarrer in Grünberg war. Ab 1536 hatte Merlau als ersten lutherischen Pfarrer „Herrn“ Steffanus. 1553 wurde Flensungen mit Ilsdorf und Stockhausen nach Merlau eingepfarrt.
Im Jahr 1618 erlitt die Kirche durch ein Feuer, das in der Pfarrscheune ausgebrochen war, schweren Schaden und wurde bis 1619 wiederhergestellt. Aufgrund von Baufälligkeit musste das Gotteshaus im Jahr 1777 aufgegeben werden. Die Gottesdienste wurden seitdem in der Schlosskirche abgehalten. Der Abriss der alten Kirche erfolgte 1789, nachdem bereits die Glocken abmontiert worden waren. Als das Schloss zu Beginn des 19. Jahrhunderts ebenfalls baufällig wurde, wurde auf Anordnung von Großherzog Ludwig I. ab 1810 mit dem Abriss des Schlosses begonnen. Ludwig überließ der Gemeinde Merlau die Abbruchmaterialen unter der Auflage, dass die Gemeinde daraus innerhalb eines Jahres eine neue Kirche errichtete. Die Gemeinde ging auf dieses Angebot nicht ein. Bis 1816 fanden die Gottesdienste in der zunehmend baufälligen Schlosskirche statt, die schließlich nur noch „mit Lebensgefahr“ besucht werden konnte. Daraufhin verlegte die Gemeinde die Gottesdienste in einen Schulsaal und erwarb 1835 die noch erhaltene Kanzlei des Schlosses als gottesdienstliche Versammlungsstätte. Nach ersten Plänen im Jahr 1851 für einen Kirchenneubau, wurde die neue Kirche in den Jahren 1853 bis 1857. Die Grundsteinlegung erfolgte am 18. September 1853 und die Einweihung am 25. Oktober 1857. Teilweise wurde Abbruchmaterial des Merlauer Schlosses verwendet, das Ebert Baldewein 1584–1592 für Ludwig IV. (Hessen-Marburg) hatte bauen lassen.
Im Jahr 1928 folgte eine Innenrenovierung, die eine Ausmalung einschloss. Der Holzwurm, der die Orgel befallen hatte, wurde im Jahr 2002 bekämpft. Der Glockenstuhl wurde 2002 und 2003 neu befestigt, 2003 wurden das Kirchendach erneuert und die Kirchenfenster überarbeitet.
Die evangelisch-lutherische Kirchengemeinde Merlau ist mit Flensungen pfarramtlich verbunden und gehört zum Dekanat Gießener Land in der Propstei Oberhessen der Evangelischen Kirche in Hessen und Nassau.

## Architektur

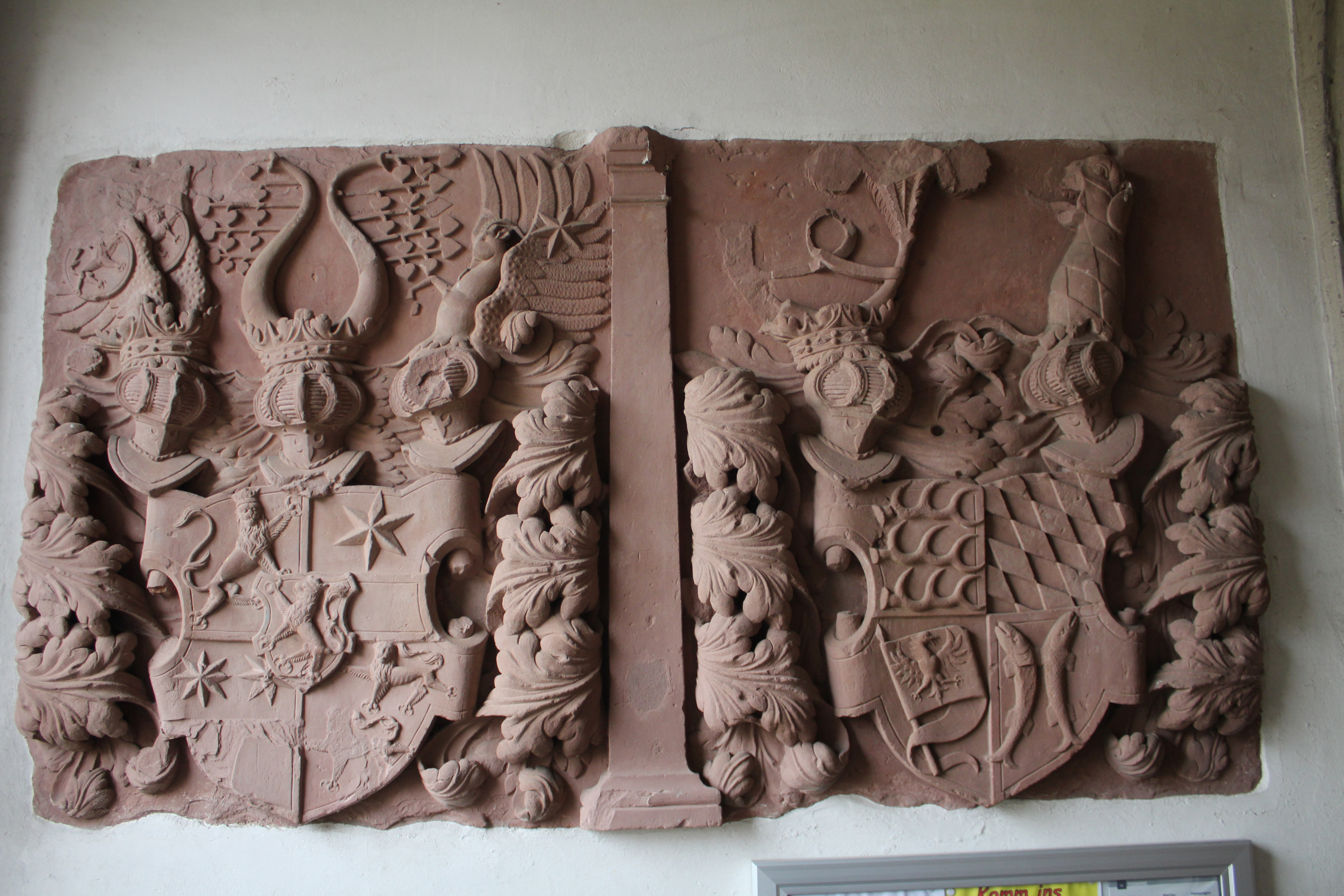
Doppelwappen aus dem Merlauer Schloss

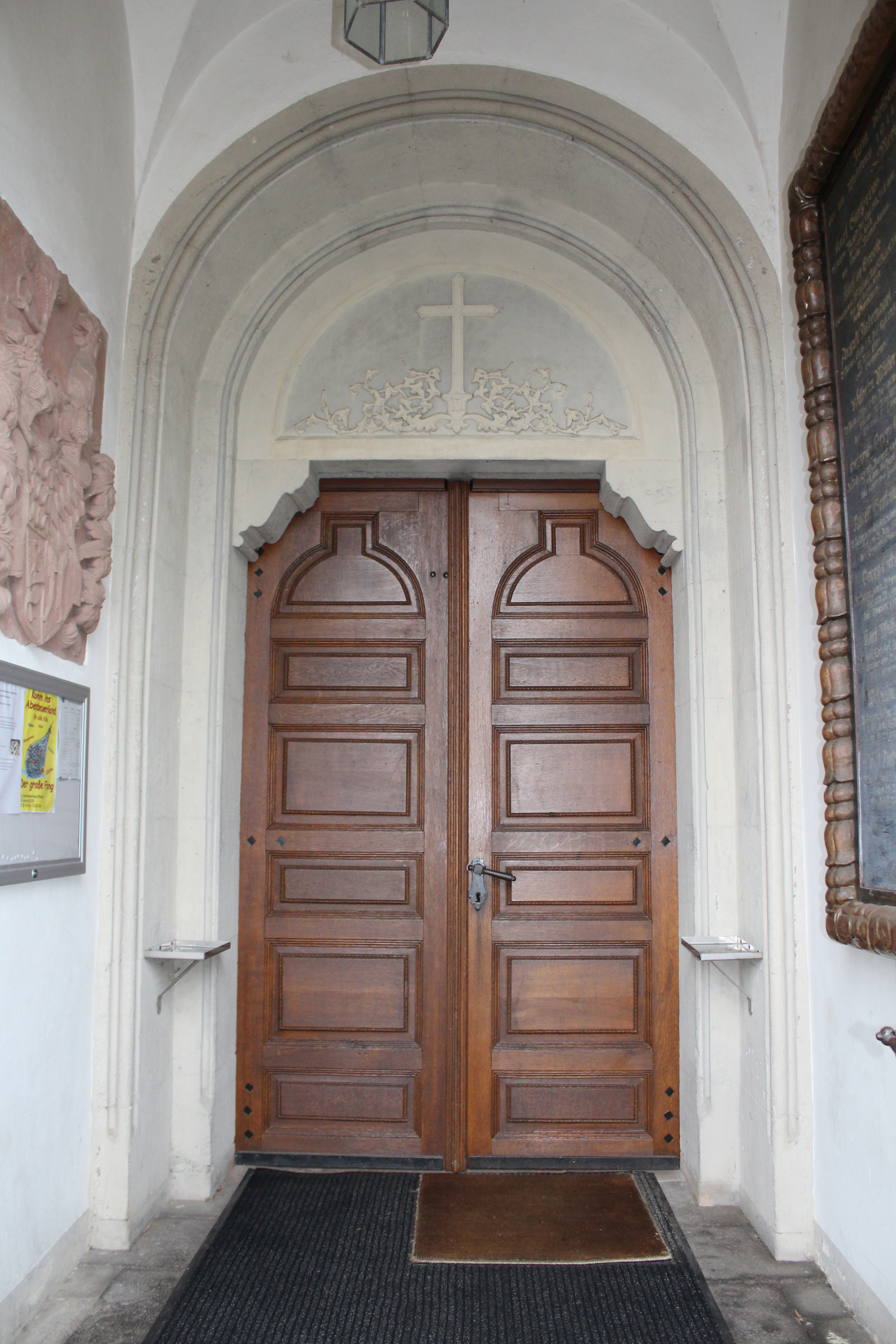
Ostportal

Die steinsichtige Saalkirche ist nicht geostet, sondern nach West-Nordwest ausgerichtet. Sie ist über einem vorspringenden Sockel errichtet und wird von einem Satteldach bedeckt. Die Giebelseiten werden durch einen Fries verziert. In der westlichen Giebelspitze ist ein Drillingsfenster eingelassen. Die oberen zwei Drittel der Westseite werden durch Lisenen gegliedert. In der Südwestecke ist ein kleines Rundbogenportal eingelassen, das dem Pfarrer den direkten Zugang in den Altarbereich gewährt.
Der Frontturm auf quadratischem Grundriss im Osten ist in die Kirche eingebunden. Er wird durch zwei umlaufende Gesimsbänder in unterschiedlich hohe Geschosse gegliedert. Über dem Ostportal und auch nach Süden und Norden sind hohe Schlitzfenster eingelassen und im mittleren Geschoss ein kleines Rundfenster. Das Obergeschoss dient als Glockenstube und hat nach allen vier Seiten rundbogige Schalllöcher für das Geläut. Das Vierer-Geläut wurde 1949 von der Firma Rincker gegossen. Das Obergeschoss hat Ecklisenen mit einem Rundbogenfries, unter dem die goldfarbenen Ziffernblätter der Turmuhr angebracht sind. Der oktogonale Spitzhelm wird von einem Turmknauf, einem schlichten Kreuz und einem Wetterhahn bekrönt. Ein abgetrepptes Rundbogenportal führt in die offene Eingangshalle des Turms. Hier ist an den linken Seiten das Merlausche Doppelwappen aus rotem Sandstein angebracht, das aus dem Merlauer Schloss erhalten ist. Es zeigt links das Wappen von Ludwig IV. und rechts das Wappen seiner ersten Frau, Hedwig von Württemberg. Über der zweiflügeligen, hölzernen Eingangstür, die mit profilierten Rechtecken verziert ist, ist im Tympanon ein Kreuz mit stilisiertem Rankenwerk dargestellt. Das Tympanon ruht auf zwei geschweiften Konsolsteinen.
Das Kircheninnere wird an den beiden Langseiten durch je fünf Rundbogenfenster belichtet, die durch ein Gesims verbunden werden.

## Ausstattung

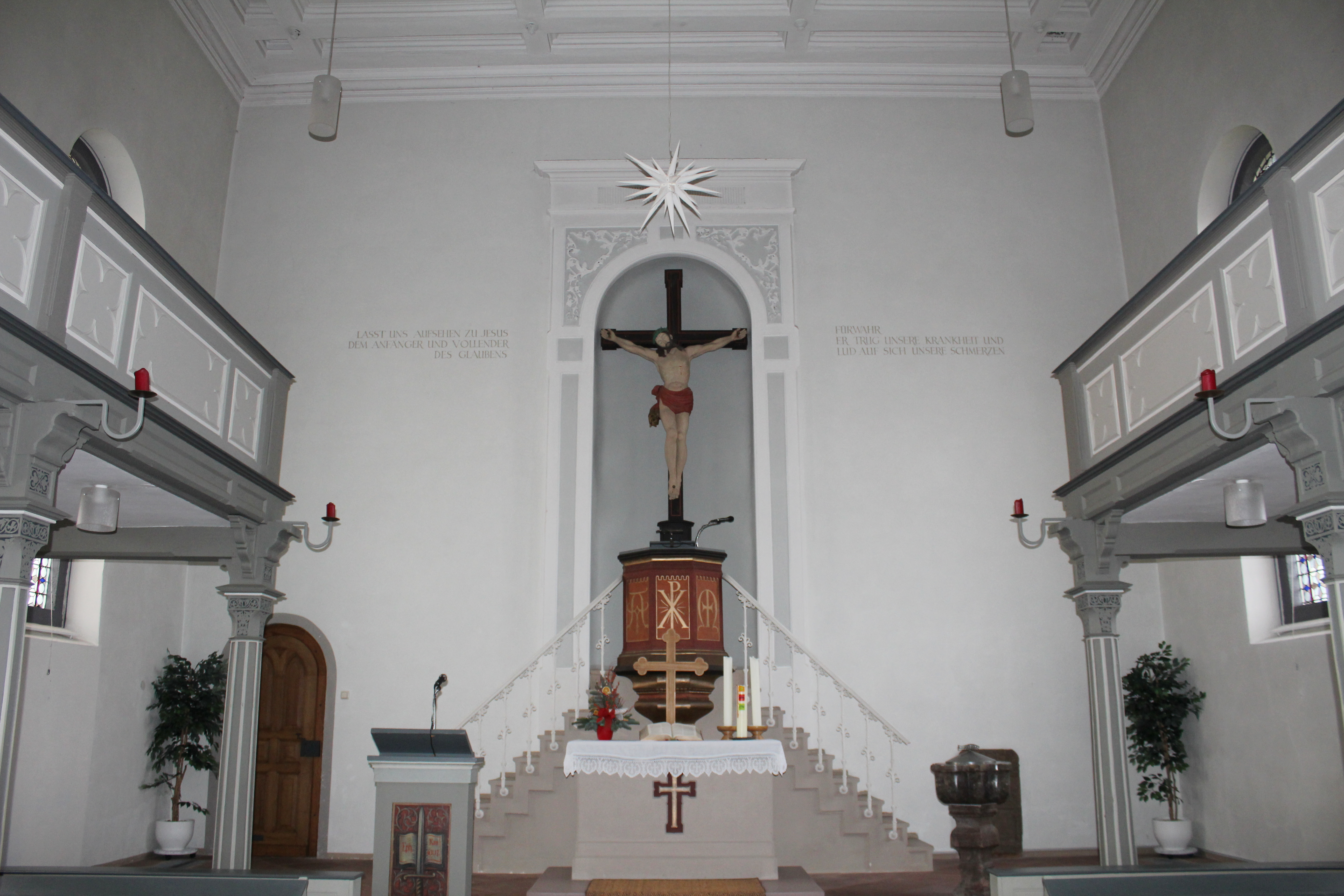
Blick zum Altarbereich

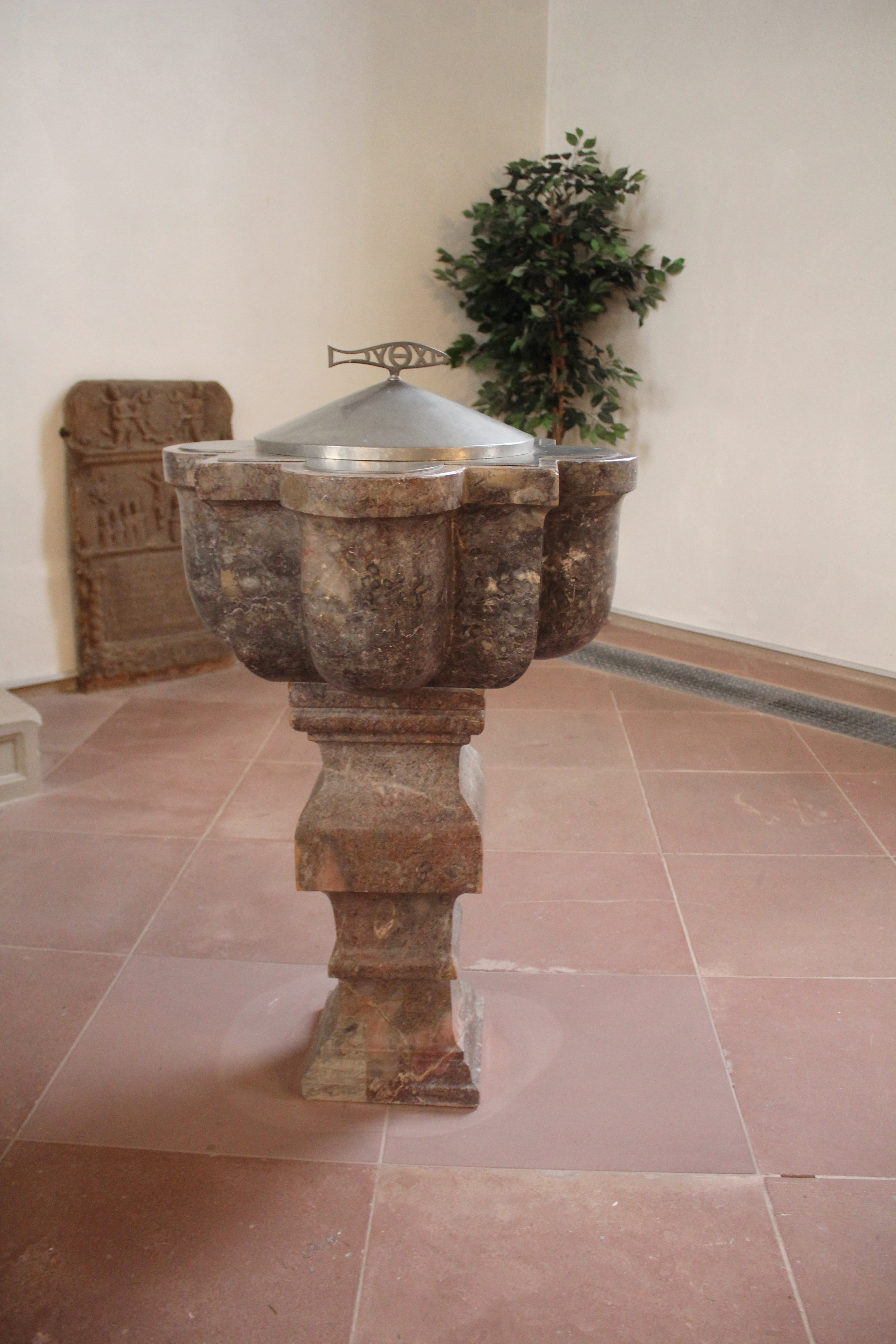
Taufstein aus Grünberger Hospitalkirche

Der Innenraum wird durch eine Felderdecke abgeschlossen und ist streng symmetrisch angeordnet. Die Ausstattungsstücke stammen weitgehend aus der Bauzeit der Kirche. Zwei Treppen an der Ostseite ermöglichen den Zugang zur dreiseitig umlaufenden Empore. Ihre Gruppengliederung greift auf den Zopfstil zurück. Die Empore ruht auf schlanken Säulen mit verzierten Kapitellen und zierlichen Bügen. Die kassettierten Brüstungsfelder weisen Vierpässe und daraus entwickelte Formen auf.
Ältestes Inventarstück ist das lebensgroße Kruzifix des Dreinageltypus an der Westwand über der Kanzel, das im 17. Jahrhundert in Schotten gefertigt wurde. Es ist in einer rundbogigen Nische angebracht, die durch zwei Pilaster mit Rundbogen und Architrav hervorgehoben wird. In den Zwickeln finden sich dieselben stilisierten Rankenmotive wie über der Eingangstür. Der marmorne Taufstein im Regency-Stil aus dem Jahr 1718 stammt aus der Grünberger Hospitalkirche. Pfarrer Kalbhenne entdeckte es im Garten der Stadtkirche und veranlasste die Umsetzung nach Merlau. Dahinter ist an der Westwand ein barockes Grabdenkmal aus rotem Sandstein aufgestellt, der schon etwas verwittert ist. Im unteren Drittel ist ein Schriftfeld zwischen zwei gedrehten Säulen zu sehen, im Mittelfeld der Gekreuzigte, der links von den männlichen und rechts von den weiblichen Familienangehörigen flankiert wird, und im oberen Drittel ein Wappenschild, der von zwei Engeln gehalten wird.
Der Fußboden ist mit Platten aus rotem Sandstein belegt. Das hölzerne Kirchengestühl mit geschwungenen Wangen lässt einen Mittelgang frei. Der Altarbereich im Westen ist gegenüber dem Schiff um drei Stufen erhöht. Der schlichte Blockaltar mit vorspringendem Sockel steht auf einem Podest. Dahinter ist die polygonale hölzerne Kanzel an einer zweiläufigen Treppe errichtet. Die Kanzelfelder links und rechts tragen die griechischen Buchstaben Alpha und Omega, das mittlere Feld das Christusmonogramm ☧.

## Orgel

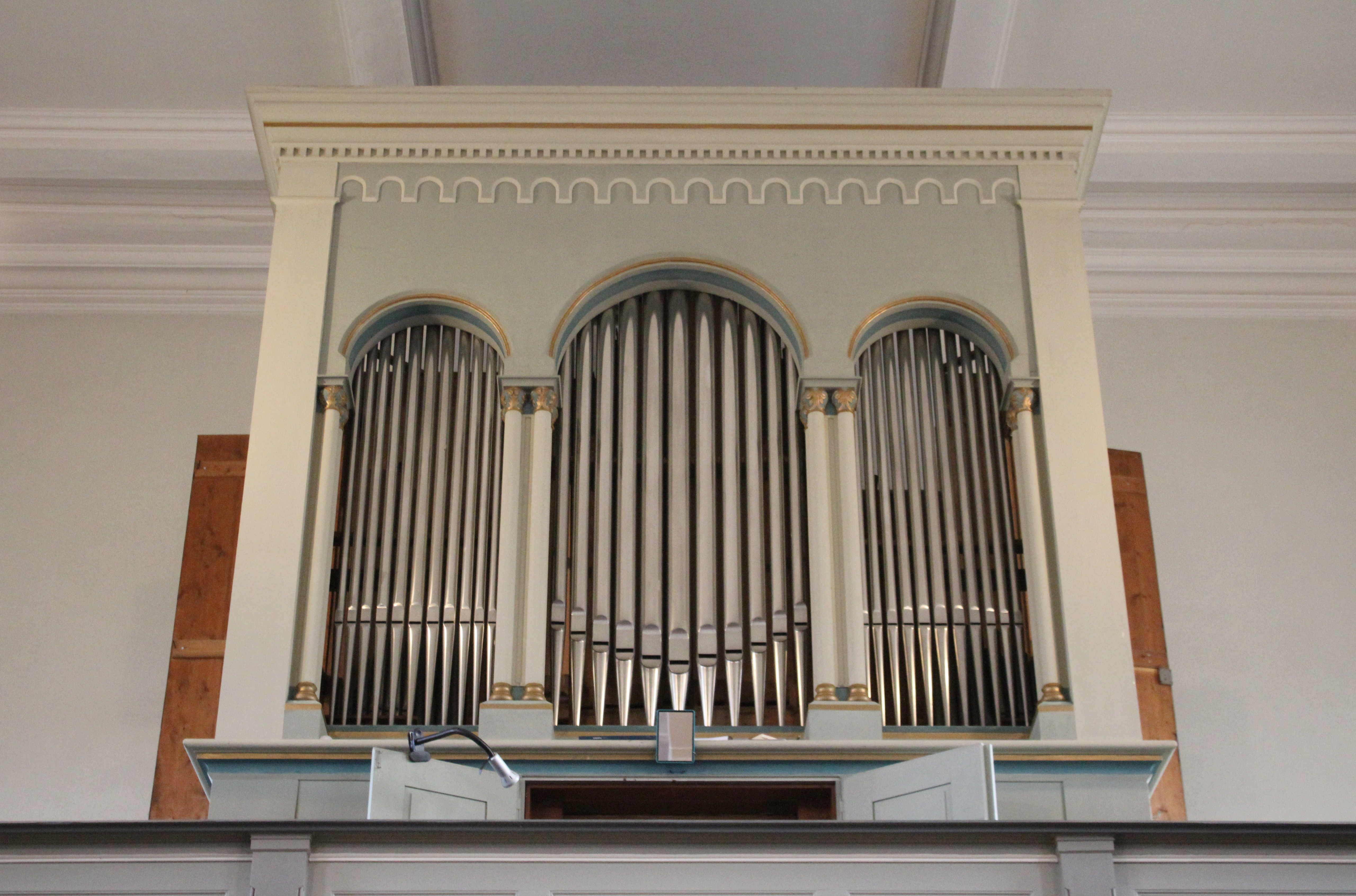
Orgel von 1860

Die alte Orgel der Merlauer Kirche (oder der Schlosskapelle) erhielt der Orgelbauer Jost von Langwasser, der sie im Jahr 1857 der Kirchengemeinde in Wohnfeld anbot. Mit Friedrich Wilhelm Bernhard wurde 1856 ein Vertrag über einen Orgelneubau geschlossen, der 1860 für 1175 Gulden fertiggestellt wurde. Das Schleifladen-Instrument verfügt über zehn Register, die auf einem Manual und Pedal verteilt sind. Die Trakturen sind mechanisch. Im Jahr 1980 folgte eine Restaurierung durch Förster & Nicolaus Orgelbau.
| I Manual C–f3 |     |
| Quintatön     | 16′ |
| Principal     | 8′  |
| Bourdon       | 8′  |
| Salicional    | 8′  |
| Oktav         | 4′  |
| Flöte         | 4′  |
| Gedackt       | 4′  |
| Mixtur III–IV | 2′  |

| Pedal C–d1 |     |
| Subbass    | 16′ |
| Violon     | 8′  |

- Koppeln: I/P